# Wemurafenib
Wemurafenib – celowany lek przeciwnowotworowy będący wysoce selektywnym inhibitorem kinazy seroninowo-treoninowej BRAF stosowany w leczeniu zaawansowanego czerniaka z obecną mutacją genu BRAF.

## Mechanizm działania
BRAF stawi część szlaku transdukcji sygnałów RAS-RAF-MEK-ERK, który reguluje wzrost komórki, proliferację, różnicowanie i zdolność do przeżycia komórki w odpowiedzi na sygnały zewnątrzkomórkowe takie jak czynniki wzrostowe, hormony i cytokiny. Mutacje aktywujące genu BRAF są obserwowane u 50–60% chorych na uogólnionego czerniaka. Większość mutacji dotyczy kodonów aminokwasów, które stabilizują interakcję pomiędzy pętlą bogatą w glicynę a częścią aktywującą, co ostatecznie prowadzi do stałej aktywacji i 500-krotnego wzrostu aktywności kinazy. Najczęściej stwierdza się mutację w kodonie V600E (75% mutacji), również mutacja w kodonie V600E dotyczy pętli aktywującej kinazy BRAF kontrolującej jej aktywność. W wyniku mutacji genu BRAF prowadzi do konstytutywnej (stałej) aktywności kinazy i jednoczesnej niewrażliwości na mechanizmy sprzężenia zwrotnego hamujące jej aktywność. W konsekwencji w komórkach czerniaka dochodzi do unikania apoptozy, zwiększenia potencjału replikacyjnego, zdolności do nacieku tkanek i do tworzenia przerzutów, nasilenia angiogenezy, a także unikania odpowiedzi immunologicznej.
Wemurafenib jest wysoko selektywnym inhibitorem kinazy seroninowo-treoninowej BRAF pełniącej istotną rolę w patogenezie czerniaka. Lek w komórkach nowotworowych czerniaka wykazuje znaczną selektywność wobec zmutowanej kinazy BRAF V600E, ale również wykazuje w niewielkim stopniu zdolność do hamowania CRAF i BRAF typu dzikiego (bez mutacji). Wemurafenib poprzez zablokowanie kinazy BRAF V600E prowadzi do zahamowania fosforylacji ERK, tłumienia supresji cykliny D1, indukcji ekspresji inhibitora cyklu komórkowego p27 i ostatecznie do zatrzymania cyklu komórkowego.

## Oporność na lek
U większości chorych mimo początkowej skuteczności leku w trakcie leczenia rozwija się oporność, która prowadzi do progresji choroby lub jej klinicznego nawrotu. U niewielkiej części chorych z mutacją V600 obserwuje się pierwotną oporność na lek. Do rozwoju oporności nie dochodzi w wyniku powstania nowych mutacji genu BRAF, a u podstaw oporności leżą różnorodne, złożone mechanizmy klasyfikowane na zależne od MAPK i niezależne od MAPK.

## Wskazania

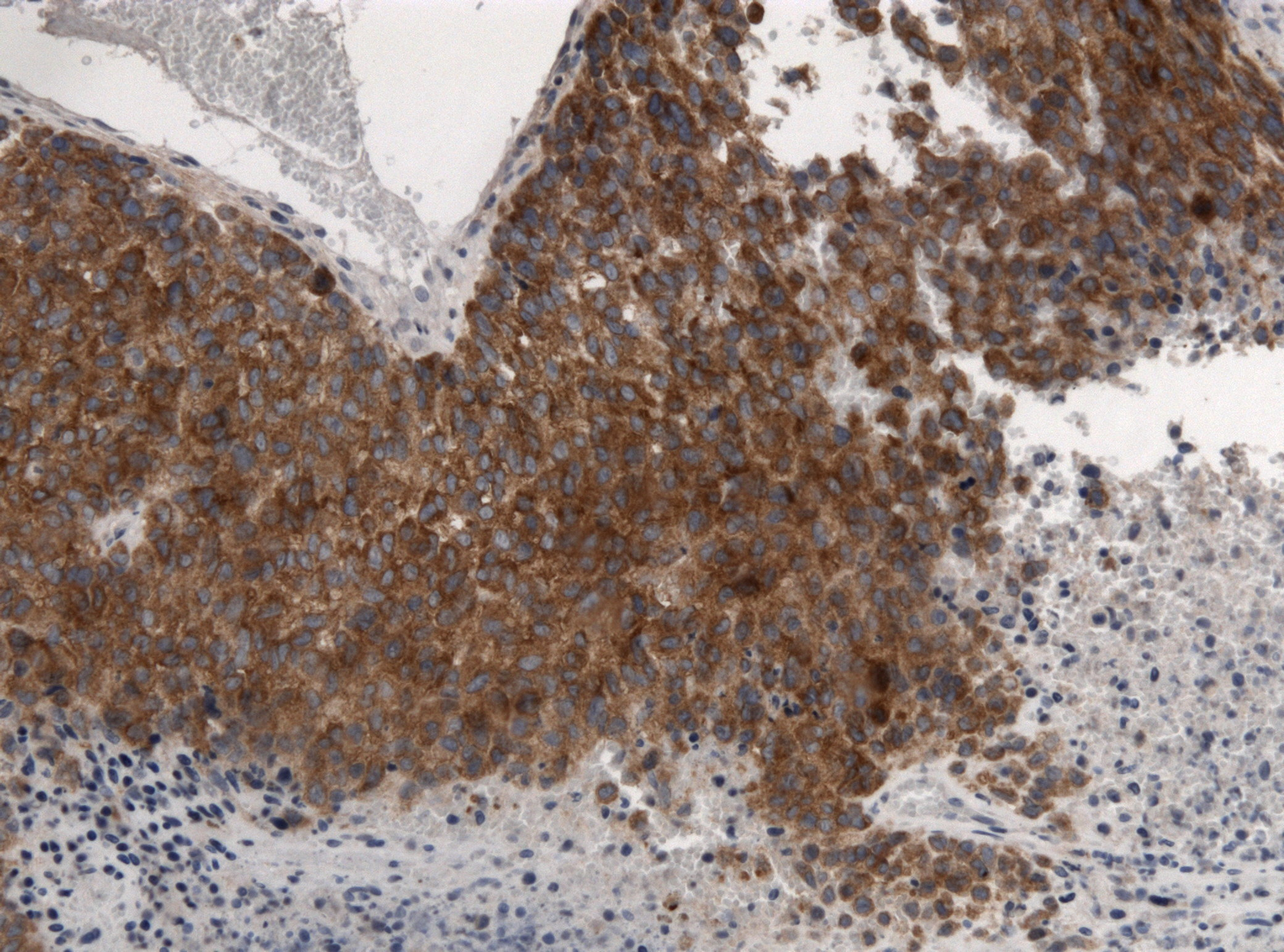
Oznaczenie immunohistochemiczne mutacji V600E, komórki z obecną mutacją zostały wybarwione na brązowo

Wemurafenib jest stosowany u chorych na nieresekcyjnego lub przerzutowego (uogólnionego) czerniaka skóry wykazującego mutację V600.
W badaniu II fazy BRIM2 na 132 chorych z przerzutowym czerniakiem zaobserwowano 53% odsetek odpowiedzi obiektywnych, przy czym 6% chorych uzyskało całkowitą odpowiedź (CR), a 47% częściową odpowiedź (PR). W tym badaniu mediana przeżycia wolnego od progresji (PFS) wynosiła 6,8 miesiąca, a mediana przeżycia całkowitego 15,9 miesiąca.
W badaniu klinicznym III fazy BRIM3 na 2107 nieleczonych wcześniej chorych losowo przydzielonych do leczenia za pomocą wemurafenibu lub dakarbazyny zaobserwowano poprawę odsetka sześciomiesięcznego przeżycia całkowitego (OS), który dla wemurafenibu wynosił 84%, a dla dakarbazyny 64% oraz poprawę u leczonych wemurafenibem mediany przeżycia całkowitego, która dla wemurafenibu wynosiła 13,2 miesiąca, a dla dakarbazyny 9,6 miesiąca. Wemurafenib również wykazał znacznie lepszy odsetek odpowiedzi obiektywnych (ORR) wynoszący 48% w porównaniu do 5% dla dakarbazyny. Ponadto mediana przeżycia wolnego od progresji choroby (PFS) była wyższa u chorych leczonych wemurafenibem niż dakarbazyną i wynosiła odpowiednio 5,3 miesiąca i 1,6 miesiąca.
W obu badaniach oceniano chorych z mutacją V600E. W badaniu opartym na BRIM3 porównano skuteczność leczenia wemurafenibem u chorych z mutacją V600E i V600K do leczenia dakarbazyną, chorzy z mutacją V600E osiągnęli medianę przeżycia całkowitego wynoszącą 13,3 miesiąca w porównaniu do mediany przeżycia leczonych dakarbazyną wynoszącą 10,0 miesięcy, z kolei chorzy z mutacją V600K osiągnęli medianę przeżycia całkowitego wynoszącą 14,5 miesiąca w porównaniu do 7,6 miesiąca leczonych dakarbazyną, zatem wemurafenib poprawia przeżycie całkowite zarówno u chorych z mutacją V600E, jak i mutacją V600K.
W badaniach BRIM2 i BRIM3 wykluczono chorych z przerzutami do ośrodkowego układu nerwowego. Istnieją wstępne przesłanki sugerujące możliwość zastosowania leku również w przypadku obecności przerzutów do mózgu. W małym badaniu na 24 chorych zaobserwowano pewne korzyści ze stosowania leku u chorych z przerzutami do OUN.

## Dawkowanie
Wemurafenib jest podawany doustnie w dawce 960 mg (4 tabletki po 240 mg) dwa razy na dobę. Lek może być przyjmowany z pokarmem lub na czczo, przy czym należy unikać stałego przyjmowania wemurafenibu na czczo. W przypadku pominięcia dawki można ją przyjąć 4 godziny przed kolejną w celu zachowaniu schematu dawkowania, jednak nie zaleca się przyjęcia obu dawek w tym samym czasie. W przypadku wymiotów nie podaje się dodatkowej dawki i leczenie jest kontynuowane bez jego modyfikacji.
Wydłużenie odstępu QTc lub wystąpienie działań niepożądanych może wymagać indywidualnego dostosowania dawki, czasowego przerwania leczenia lub jego zakończenia.
U pacjentów z łagodnym lub umiarkowanymi zaburzeniami czynności nerek nie ma konieczności modyfikacji wstępnej dawki leku, jednak dane dotyczące bezpieczeństwa stosowania leku u chorych z ciężkimi zaburzeniami funkcji nerek są ograniczone. U chorych z zaburzeniami czynności wątroby nie ma potrzeby modyfikacji dawkowania, choć dane dotyczące bezpieczeństwa stosowania przy umiarkowanych i ciężkich zaburzenia czynności wątroby są ograniczone.

## Przeciwwskazania
Lek jest przeciwwskazany w przypadku nadwrażliwości na lek lub substancję pomocniczą.

## Specjalne środki ostrożności
Podczas stosowania leku należy zachować ostrożność:
Reakcje nadwrażliwości
Podczas leczenia wemurafenibem mogą wystąpić ciężkie reakcje nadwrażliwości obejmujące zespół Stevensa-Johnsona, uogólnioną wysypkę, rumień lub hipotensję. W przypadku pojawienia się ciężkiej reakcji nadwrażliwości leczenie wemurafenibem należy zakończyć.
Ciężkie reakcje skórne
W przypadku wystąpienia ciężkiej reakcji skórnej leczenie należy zakończyć.
Wydłużenie odstępu QT
Podczas leczenia wemurafenibem obserwuje się zależne od ekspozycji wydłużenie odstępu QT zwiększające ryzyko wystąpienia komorowych zaburzeń rytmu. Nie zaleca się rozpoczynania leczenia lekiem u chorych z niemożliwymi do wyrównania zaburzeniami elektrolitowymi oraz u chorych z zespołem długiego QT. Nie zaleca się rozpoczynania leczenia wemurafenibem u pacjentów z odstępem QTc powyżej 500 ms, a w przypadku wydłużenia QTc powyżej 500 ms podczas leczenia zaleca się wyrównanie zaburzeń elektrolitowych oraz kontrolę sercowych przyczyn wydłużenia QTc. Jeśli QTc osiągnie długość poniżej 500 ms to można wznowić leczenie wemurafenibem w zredukowanej dawce. Zaleca się zakończenie leczenia wemurafenibem gdy odstęp QTc wydłuży się ponad 60 ms w stosunku do odstępu wyjściowego. Zaleca się ocenę QTc przed rozpoczęciem leczenia, kontrolę po 1 miesiącu leczenia, co miesiąc przez pierwsze 3 miesiące, następnie co 3 miesiące.
Powikłania okulistyczne
Podczas leczenia wemurafenibem może wystąpić zapalenie błony naczyniowej, zapalenie tęczówki oraz niedrożność żył siatkówki.
Rak kolczystokomórkowy
U leczonych wemurafenibem może rozwinąć się rak kolczystokomórkowy skóry. Zaleca się ocenę dermatologiczną przed rozpoczęciem leczenia, w jego trakcie oraz przez sześć miesięcy po jego zakończeniu. Ponadto mogą występować przypadki raka płaskonabłonkowego w innej lokalizacji niż skóra. Przed rozpoczęciem leczenia i po jego zakończeniu zaleca się badanie odbytu, a u kobiet badanie ginekologiczne. Ponadto zaleca się okresową ocenę błony śluzowej jamy ustnej oraz ocenę węzłów chłonnych, a także wykonanie tomografii komputerowej klatki piersiowej przed rozpoczęciem leczenia oraz co 6 miesięcy w trakcie leczenia.
Uszkodzenie wątroby
U leczonych wemurafenibem może wystąpić uszkodzenie wątroby. Zaleca się ocenę enzymów wątrobowych przed rozpoczęciem leczenia oraz okresową w jego trakcie. W sytuacji stwierdzenia nieprawidłowych wyników należy zmniejszyć dawkę leku, leczenie czasowo przerwać lub zakończyć.
Uszkodzenie nerek
U leczonych wemurafenibem może wystąpić uszkodzenie nerek przejawiające się od zwiększenia stężenia kreatyniny do ostrego śródmiąższowego zapalenia nerek i ostrej martwicy cewek nerkowych.

## Działania niepożądane
Do działań niepożądanych leku należą:
- bardzo często (1:10) – reakcje nadwrażliwości, wysypka plamkowo-grudkowa, wysypka grudkowa, rumień, świąd, hiperkeratoza, rogowacenie słoneczne, brodawka łojotokowa, brodawka skórna, rak kolczystokomórkowy skóry, łysienie, suchość skóry, oparzenia słoneczne, spadek apetytu, zmęczenie, gorączka, ból głowy, ból stawów, ból mięśniowy, ból kostny, ból kończyn, ból pleców, zaburzenia smaku, kaszel, nudności, wymioty, zaparcia, biegunka, obrzęki, wzrost aktywności GGTP.

- często (1:100 – 1:10) – nowe pierwotne ognisko czerniaka, rak podstawnokomórkowy skóry, rogowacenie mieszkowe, zapalenie mieszków włosowych, erytrodyzestezja dłoniowo-podeszwowa, rumień guzowaty, zapalenie stawów, zmniejszenie masy ciała, porażenie nerwu twarzowego, zawroty głowy, zapalenie naczyniówki, wydłużenie odstępu QT, zwiększenie aktywności aminotransferazy alaninowej, fosfatazy zasadowej, wzrost stężenia bilirubiny.

- niezbyt często (1:1000 – 1:100) – rak płaskonabłonkowy o innej lokalizacji niż skóra, toksyczna nekroliza naskórka, zespół Stevensa i Johnsona, zapalenie naczyń, neuropatia obwodowa, niedrożność żyły siatkówki, zwiększenie aktywności aminotransferazy asparaginianowej.

## Farmakokinetyka
Wemurafenib po podaniu doustnym osiąga maksymalne stężenie po około 4 godzinach. Pożywienie, szczególnie bogate w tłuszcze, zwiększa biodostępność leku. Lek w ponad 99% wiąże się z białkami osocza. Wemurafenib ulega metabolizmowi przede wszystkim za pomocą cytochromu CYP3A4, wydalany jest głównie z kałem.
Wemurafenib może zwiększać ekspozycję na leki metabolizowane głównie przez CYP1A2 i zmniejszać ekspozycję na leki metabolizowane głównie przez CYP3A4, a także zwiększać ekspozycję na leki, które są substratami glikoproteiny P. Zaleca się unikania jednoczesnego stosowania z silnymi induktorami cytochromu CYP3A4 oraz glikoproteiny P.